# マルス (ファイアーエムブレム)
マルス（Marth）は、任天堂発売（開発・インテリジェントシステムズ(以降『IS』)）のコンピュータゲーム『ファイアーエムブレム 暗黒竜と光の剣』および『ファイアーエムブレム 紋章の謎』、DS版リニューアル作品にも登場する架空の人物である。また、任天堂のクロスオーバー作品である『大乱闘スマッシュブラザーズシリーズ』にも登場している。

## 人物
アリティア王国の王子。温和で優しい性格の持ち主である。服装は、『暗黒竜と光の剣』では『パルテナの鏡』の登場人物ピットのようなギリシア神話風だったのが、『紋章の謎』では中世ヨーロッパ風となった。ただ、「任天堂スペースワールド‘93」で配布されたチラシの公式イラストと戦闘画面においてはその当時の名残で、スカート状のものを身に着けているのみでズボンをはいていない。
顔グラフィックは『暗黒竜と光の剣』と『紋章の謎』第1部では各1種類であるが、『紋章の謎』第2部では通常の顔と緊迫した顔の2種類ある。『暗黒竜と光の剣』の公式イラストと顔グラフィックの髪型が一致しない（前者はラフな短髪、後者は『紋章の謎』に近いタイプ）。他に『紋章の謎』第1部の顔グラフィックの服装は『暗黒竜と光の剣』の顔グラフィックのものに準じている。
タリス王国の王女・シーダとは、マルスが14歳の時に逃げ延びたタリス王国にて知り合った。周囲も認める公然の恋愛関係である。

### 家族と設定変更
『暗黒竜と光の剣』『紋章の謎』共通
父にコーネリアス王を持ち、母はリーザ、姉にエリスがいる。100年前に竜人マムクート達を率いて大陸全土を支配せんとした地竜王メディウスに、竜退治の神剣ファルシオンを手に単身立ち向かい、これを倒したアリティア王国初代アンリ王の末裔がマルスである。
『暗黒竜と光の剣』の設定
「アンリの子孫」という設定となっている。
『紋章の謎』変更点
実際にはアンリの弟のマルセレスの曾孫である。

### 英雄王
「英雄王」名義は『紋章の謎』が初出で特殊な条件のエンディングでしか見られない。任天堂のホームページ、ファイアーエムブレムワールドなどでは、仲間の力をあわせ、ドルーア帝国に立ち向かったことから、個の英雄と呼ばれたアンリと比較して「群の英雄」と呼ばれている。また、暗黒戦争でメディウスを討った功績から、アリティアでは英雄王と呼ばれ敬われている。

### 主な対人関係
『暗黒竜と光の剣』『紋章の謎』共通、連動設定
- マケドニア白騎士団のカチュアはマルスに片思いをしており言動などからそのことがうかがえるが、マルス自身はそのことに気がついていないようである。また他にも、ミネルバの妹マリアや、グルニアのマリーシアなどにもこれに類する内容の言動がみられる。
- マムクートでナーガ族の王女チキには「おにいちゃん」と呼ばれて慕われている。
- マルスの傅役はアリティア宮廷騎士団の隊長を務めるジェイガンである。彼は英雄戦争編では現役を引退し、モロドフ伯爵の後を継いでマルスの相談役となっている。そのため、ラング将軍との口論の様に、会話シーンにおいては英雄戦争編の方が目立っている。
- マルスの教育役として寝食を共にした名軍師が、モロドフ伯爵である。マルスは彼を「じい」と呼んでいる。英雄戦争編では軍師の職を引退し、ジェイガンが後を継いでいる。
- アリティアの貴族出身の魔道士であるマリクとは幼なじみである。

『紋章の謎』からの追加設定
- グラの王女シーマは又従姉で旧知の仲。

『新・暗黒竜と光の剣』、『新・紋章の謎』からの追加設定
- 上記のチキの言動で同じくナーガ族のナギに茶化されたことがある。

### 家系
|  |  |                             |                             |                             |                             |                             |                             |  |  |                             |                             |                             |                             |                             |                             |          |          |          |          |          |          |              |              |              |              |              |              |      |      |      |      |      |      |        |        |        |        |        |        |  |  |
|  |  |                             |                             |                             |                             |                             |                             |  |  |                             |                             |                             |                             |                             |                             |          |          |          |          |          |          |              |              |              |              |              |              |      |      |      |      |      |      |        |        |        |        |        |        |  |  |
|  |  | アンリ (アリティア初代国王) | アンリ (アリティア初代国王) | アンリ (アリティア初代国王) | アンリ (アリティア初代国王) | アンリ (アリティア初代国王) | アンリ (アリティア初代国王) |  |  | マルセレス (コーネリアとも) | マルセレス (コーネリアとも) | マルセレス (コーネリアとも) | マルセレス (コーネリアとも) | マルセレス (コーネリアとも) | マルセレス (コーネリアとも) |          |          |          |          |          |          | 女性         | 女性         | 女性         | 女性         | 女性         | 女性         |      |      |      |      |      |      |        |        |        |        |        |        |  |  |
|  |  | アンリ (アリティア初代国王) | アンリ (アリティア初代国王) | アンリ (アリティア初代国王) | アンリ (アリティア初代国王) | アンリ (アリティア初代国王) | アンリ (アリティア初代国王) |  |  | マルセレス (コーネリアとも) | マルセレス (コーネリアとも) | マルセレス (コーネリアとも) | マルセレス (コーネリアとも) | マルセレス (コーネリアとも) | マルセレス (コーネリアとも) |          |          |          |          |          |          | 女性         | 女性         | 女性         | 女性         | 女性         | 女性         |      |      |      |      |      |      |        |        |        |        |        |        |  |  |
|  |  |                             |                             |                             |                             |                             |                             |  |  |                             |                             |                             |                             |                             |                             |          |          |          |          |          |          |              |              |              |              |              |              |      |      |      |      |      |      |        |        |        |        |        |        |  |  |
|  |  |                             |                             |                             |                             |                             |                             |  |  |                             |                             |                             |                             |                             |                             | マリウス | マリウス | マリウス | マリウス | マリウス | マリウス |              |              |              |              |              |              | 女性 | 女性 | 女性 | 女性 | 女性 | 女性 |        |        |        |        |        |        |  |  |
|  |  |                             |                             |                             |                             |                             |                             |  |  |                             |                             |                             |                             |                             |                             | マリウス | マリウス | マリウス | マリウス | マリウス | マリウス |              |              |              |              |              |              | 女性 | 女性 | 女性 | 女性 | 女性 | 女性 |        |        |        |        |        |        |  |  |
|  |  |                             |                             |                             |                             |                             |                             |  |  |                             |                             |                             |                             |                             |                             |          |          |          |          |          |          |              |              |              |              |              |              |      |      |      |      |      |      |        |        |        |        |        |        |  |  |
|  |  |                             |                             |                             |                             |                             |                             |  |  |                             |                             |                             |                             |                             |                             |          |          |          |          |          |          | コーネリアス | コーネリアス | コーネリアス | コーネリアス | コーネリアス | コーネリアス |      |      |      |      |      |      | リーザ | リーザ | リーザ | リーザ | リーザ | リーザ |  |  |
|  |  |                             |                             |                             |                             |                             |                             |  |  |                             |                             |                             |                             |                             |                             |          |          |          |          |          |          | コーネリアス | コーネリアス | コーネリアス | コーネリアス | コーネリアス | コーネリアス |      |      |      |      |      |      | リーザ | リーザ | リーザ | リーザ | リーザ | リーザ |  |  |
|  |  |                             |                             |                             |                             |                             |                             |  |  |                             |                             |                             |                             |                             |                             |          |          |          |          |          |          |              |              |              |              |              |              |      |      |      |      |      |      |        |        |        |        |        |        |  |  |
|  |  |                             |                             |                             |                             |                             |                             |  |  |                             |                             |                             |                             |                             |                             |          |          |          |          |          |          |              |              |              |              |              |              |      |      |      |      |      |      |        |        |        |        |        |        |  |  |
|  |  |                             |                             |                             |                             |                             |                             |  |  |                             |                             |                             |                             |                             |                             |          |          |          |          |          |          |              |              |              |              |              |              |      |      |      |      |      |      |        |        |        |        |        |        |  |  |
|  |  |                             |                             |                             |                             |                             |                             |  |  |                             |                             |                             |                             |                             |                             |          |          |          |          |          |          | エリス       | エリス       | エリス       | エリス       | エリス       | エリス       |      |      |      |      |      |      | マルス | マルス | マルス | マルス | マルス | マルス |  |  |

- 系図に連なる他の人物については、アリティア王国を参照。

### マルス特有

#### 武器と戦闘グラフィック
戦闘グラフィックは『暗黒竜と光の剣』『紋章の謎』ではレイピア系、レイピア系必殺、剣系、剣系必殺、サンダーソード、ファルシオンの6種類。『紋章の謎』ではグラフィックは全て一新されておりファルシオン装備時には剣のグラフィックが追加されている。しかしファルシオン装備時の「剣に光を集める演出」はグラフィックは違えど『暗黒竜と光の剣』『紋章の謎』共通して継続をしている。

##### 専用武器
全作品共通で特定の武器が使用出来るパラメーター・武器レベルの概念が無い。
レイピア
初期装備は専用武器のレイピア。Sナイト・Aナイト系に特効で、若干の必殺率を持つ。ただしSFC『紋章の謎』版のみ、踊り子のフィーナも使用可である。レイピアは後発作品でもロード専用武器かつ、ロードのユニットの初期装備となっているのが通例である。
メリクル
アカネイア王家の宝剣メリクルは、通称「幻の剣」。『暗黒竜と光の剣』ではマルス専用のメリクルレイピアで、効果はLVUP時にマルスのステータスのどれかが最大2UPする効果がある。『紋章の謎』以降はマルス専用ではなくなった。
神剣・ファルシオン
神剣ファルシオンは、暗黒竜を含んだ全ての竜系ユニットに特効能力を持ち、さらに『暗黒竜と光の剣』では、使用するとマルスのHP回復とマムクート以外の敵の直接攻撃を封じる効果も持つ。アカネイア大陸のファルシオンは使用すると壊れる事がない半面メリクルより通常攻撃力は低い。『紋章の謎』以降は重量が変更されている。更に「ファルシオン」は「光の剣」と言う意味合いを持っている。

#### ファイアーエムブレム
マルス専用で、入手後はマルス自身が宝箱を開けることが出来るようになる。
『暗黒竜と光の剣』
「覇者の証」という名称で、入手後は名前の横に緑色の「盾」形状の印が追加される。『暗黒竜と光の剣』では最初から盾を装備していた。
『紋章の謎』
アイテムのエムブレムは「盾」として表記される。入手後は戦闘グラフィックも盾を装備したものに変更される。

#### マルスのみの機能
村に訪問
「村」を訪れる「訪問」に成功するとアイテム入手や仲間が加入する。
制圧
陣地の「制圧」はマルスのみが行えるコマンドであり、敵のボスを倒して玉座などを「制圧」することが各ステージの勝利条件となる。
輸送隊
『紋章の謎』の新システム。マルスのユニットがアイテムの「輸送隊」を兼務している。

#### その他
『スターロード』の設定
『暗黒竜と光の剣』『紋章の謎』第1部ではアリティア王国解放時に「光の王子」と共にマルスを讃える異名の1つ。
支援効果
『紋章の謎』からの新システム。シーダと周囲も認める公然の恋愛関係である事で、2人がゲーム中隣接すると両者共、相乗効果を出す。

## ストーリー上でのマルス
『暗黒竜と光の剣』および『紋章の謎』の全編を通しての主人公。ユニットとしての種別は「ロード」であり、彼が倒された瞬間にゲームオーバーになる。

### アカネイア大陸

#### 『暗黒竜と光の剣』および『紋章の謎』第1部 暗黒戦争編
アカネイア暦602年、ドルーア帝国により占領されたアリティア王国から東方の島国タリスに主だった家臣と逃げ延びる。その2年後の604年、タリス王国がガルダの海賊に襲われ、マルスが立ち上がったところから物語は始まる。当初こそ少数派だったが、オレルアンにてニーナ王女からファイアーエムブレムを託されて以来その人望から次第に期待が寄せられるようになり、対ドルーア帝国派の盟主となっていく。
アカネイア暦605年、神剣ファルシオンを以って暗黒竜メディウスを討伐し、暗黒戦争を終結させた。
公式設定では『暗黒竜と光の剣』および『紋章の謎』第1部 暗黒戦争編のゲームスタート時点(アカネイア暦604年当時)で16歳である。

#### 『紋章の謎』第2部 英雄戦争編
アカネイア暦607年、アカネイア帝国のハーディン皇帝の要請によりグルニアの反乱鎮圧に赴いたマルスらアリティア軍。しかし、司令官のラングのあくどいやり方に腹を据えかね口論を起こしてしまう。このことをきっかけとしてマルス達は反逆者にされてしまい、アカネイア・グラ・オレルアンの連合軍に故郷アリティアを制圧されてしまう。この結果、一時期は反乱の首謀者として暗黒戦争での戦友にも敵対され戦うことになる（ただしラングの口論が直接的な原因ではなく、そもそもハーディンの要請自体が罠であったと考えられる）。
しかし、リンダを介してニーナから再びファイアーエムブレムを託されたマルスの下には、ハーディンの強引な手法に疑問や不満を抱く者達が集うようになり、マルスは対ハーディン皇帝派の盟主となっていく。
その後、祖国の地を奪還するなどの幾多の戦いを経た608年、アリティア軍はアカネイア帝国の帝都パレスを陥落させた。皇帝ハーディンは戦死し、英雄戦争は終結した。この直後、ハーディンを陰で操っていた暗黒司祭ガーネフと、その暗躍により再度復活を遂げた暗黒竜メディウスを再び討伐している。
戦後、マルスは諸国の王族から国家の統治権を託され、それらを統一したアカネイア連合王国の王位につく。皮肉にもハーディンに騙されたオレルアン騎士団が危惧した通りの、そしてハーディンが成し得なかった大陸統一を果たしたことになる。
公式設定では「英雄戦争編」スタート時点で17歳である。

#### 『アカネイア戦記編』でのマルス
『アカネイア戦記編』では「第4話・始まりのとき」のストーリーに、名前だけが登場する。

#### リニューアル作品

##### 『新・暗黒竜と光の剣』、『新・紋章の謎』における変更点
『新・暗黒竜と光の剣』での大きな変更点として、ファルシオンの形状が旧2作とは別の形状になり、『外伝』の「ファルシオン」および『聖戦の系譜』の剣「ティルフィング」との酷似性が大きく弱まった。
イラストでは、士郎正宗のイメージイラストが新たに描き起こされ、既存のデザインより全体的に逞しく描かれている。ただしあくまでイメージイラストであり、ゲーム中の顔グラフィックや一枚絵のビジュアルなどはこれらと一致していない。また、一部のシナリオが『封印の剣』のIS・堀川将之の担当となったことで、口調が異なるものとなっている。
最終的な公式設定では、『新・紋章の謎』ゲームスタート時に18歳となっている。

### イーリス大陸

#### 『覚醒』のマルス
『覚醒』において名前のみ登場。2000年前に活躍した英雄王として伝承が伝わっており、また、同作にひき続いて登場したチキの話からも彼の人となりが語られている。1000年前にギムレーを倒し、イーリス聖王国を建国した初代聖王および主人公クロムを含めたイーリス王家はマルスの子孫であり、かつてマルスが所持していた「ファルシオン」「炎の台座（ファイアーエムブレム）」が秘宝として代々受け継がれている。
本編では「マルス」を名乗る仮面を付けた戦士が登場するが、英雄王とは別人であり、正体は未来から来たクロムの娘・ルキナである（そのため、彼女もマルスの子孫に当たる）。

## 他のファイアーエムブレムシリーズでのマルス

### 魔符でのマルス
以下のマルスは「魔符（ユニット）」による登場である。

#### ファイアーエムブレム覚醒
2012年4月19日配信、追加コンテンツの「異伝 英霊の霊符1」をクリアすると、「異界のマルス」として登場する。クラスは専用の「スターロード」。所持武器はファルシオンではないが、ゲーム内でクロムやルキナの持つ神剣・裏剣ファルシオンの両方が装備可能となっている。イラストは『蒼炎の軌跡』『暁の女神』のイラストを担当した北千里。

#### ファイアーエムブレムif
マイキャッスルでマルスのamiiboにタッチする。ファイアーエムブレム0「暗黒戦争編」に付属するダウンロードコードを入力することで登場。
声は「英雄王・マルス」は緑川光が担当。サイファ「アリティアの王子・マルス」には声が無い。専用武器はamiiboには、神剣ファルシオンを所有しているが、サイファには無いと言う差異がある。

### 幻影異聞録♯FE（Encore）
かつて暗黒竜メディウスを封印した英雄の魂として登場するが、他のメンバーと違って試練の相手としては登場せず、樹たちに倒されたガーネフによって暗黒竜メディウスを復活させるために連れ去られてしまう。その時のガーネフの台詞によると、マルス自身も暗黒竜メディウスを復活させるために必要な存在であったようだ。その後「光の戯曲」によって魂を呼び戻され、樹に宿ることになる。
多くの『暗黒竜と光の剣』のキャラクターの声優が一新される中、マルス役は緑川光と、決め打ちによる選考をしたと、任天堂・安藤佳織の公言があった。

### ファイアーエムブレム ヒーローズ
アリティアの王子 マルス
イラストはワダサチコが担当。赤属性剣、歩行タイプ。専用武器「ファルシオン」は竜特効と3ターン毎に10ポイント回復であるが、★5でないと習得出来ない。第1部では称号「予言の勇者アルム」「新たなる聖王クロム」「未来を知る者ルキナ」「謎の剣士マルス」の同名専用武器「ファルシオン」もマルスの「ファルシオン」と同じ性能であったが、第2部では新システム・武器錬成において追加効果で差別化がされた。
2019年1月に期間限定ミッション「三人の英雄」において「若き獅子 ロイ」「新たなる聖王 クロム」込みで報酬として★3固定のキャラクターが配布された。
アリティアの花婿 マルス
イラストはまよが担当。緑属性斧、騎馬タイプ。限定イベント「戦渦の連戦+ 炎の国のロキ」の報酬として、★4、★5のマルス2人が仲間に加入する。そのほか、英雄の聖杯で☆4が召喚可能。★5で習得出来る武器「愛のケーキサーバ+」は効果は1ターン限定であるが、ターン開始時、周囲1マスに味方がいれば、マルス自身と周囲1マスの味方の攻撃+4という能力がある。しかし専用武器ではなく、他の英雄に継承可能。
伝承の英雄王 マルス
イラストはDaisuke Izukaが担当。赤属性剣、歩行タイプ。火の伝承英雄で、期間限定の伝承・神階英雄召喚限定である。☆5限定。専用武器の「神剣ファルシオン」は竜特効のほか「強化増幅3」と同じ効果がある。他に奥義スキル「炎の紋章」とBスキル「封印の盾」も本人専用スキルとなっている。「炎の紋章」は速さの15%をダメージに加算し、さらに戦闘後に味方全体の能力を上げる。「封印の盾」は竜の敵と戦闘時に自分は絶対追撃し、相手を追撃・反撃できなくする。
比翼の王族姉弟 マルス
イラストはまよが担当。無属性弓、重装タイプ。クリスマスの超英雄として2019年度から登場。クリスマスの装束を身にまとっている。姉エリスとのペアになった「比翼英雄」である。☆5限定。専用武器「タングリスニ」は自分にステータス強化か移動力+1(重装の行軍など)がかかっていると戦闘中に全能力+3かつ自分の攻撃で奥義カウント変動量が+1される。奥義は伝承版と同じく本人専用の「炎の紋章」。1バトルに1回発動する比翼スキルは、自分を中心とした縦3列の重装・飛行の味方の能力を上昇させ、かつ強化増幅状態にする。
英雄の国の後継者 マルス
イラストはワダサチコが担当。赤属性剣、歩行タイプ。「ファイアーエムブレム」シリーズ30周年を記念した超英雄で、本編よりも以前の幼いころの姿で登場。☆4-5。☆5で習得する「レイピア」は重装・騎馬特効で、「待ち伏せ3」同様にHPが減っていると敵から攻撃されても先制攻撃できる。奥義は専用の「英雄の血脈」で効果は「炎の紋章」と同じ。
光の王子 マルス
イラストは北千里が担当。赤属性剣、歩行タイプ。2021年の「英雄総選挙」で当選したのに伴う特別バージョン。アリティアの始祖アンリ王をイメージした衣装。☆5。
始まりの紋章士 マルス
イラストは藤川祥が担当。赤属性剣、歩行タイプ。『エンゲージ』の紋章士としての姿の紋章士英雄。☆5。

### ファイアーエムブレム無双
参戦エントリーは早かったが、登場はストーリーモード・14章「要塞の罠」で、シーダ、チキと共に最後に加入する。
DLCのマルスの衣装「花婿」は、登場英雄中唯一の公式カップルであるマルスとシーダの晴れ姿を見たいと言う願望があった。『ヒーローズ』では花嫁姿のシーダはいるのにタキシード姿のマルスはいないので、ISに頼んで作製したと言う経緯があった。このマルスは後に「ヒーローズ」で超英雄「アリティアの花婿 マルス」として実装されている。
兵種はロード→スターロード。最初から「神剣ファルシオン」を持っている。

### ファイアーエムブレム エンゲージ
エレオス大陸には、異界の英雄の魂が「紋章士」として宿っている特殊な指輪が12個あり、そのうちの一つ「英雄王の指輪」に宿っている「始まりの紋章士」として登場する。
主人公リュールが1000年前の戦争の頃から装備し続けていた指輪に宿っており、リュールを最もよく知る人物のひとり。邪竜側に奪われていた間は、ヴェイルが装備していた。
紋章士が固有で持つエンゲージ武器は原作の初期装備であるレイピアの他にメリクル、ファルシオンを所持。回避や攻撃回数に関するスキルを持つ。エンゲージ技は剣による怒涛の7回(連携なら8回、竜族なら9回)連続攻撃「スターラッシュ」。

## 他のゲームでのマルス

### 大乱闘スマッシュブラザーズシリーズでのマルス
出典・参加作品は『大乱闘スマッシュブラザーズDX』は『紋章の謎』。『大乱闘スマッシュブラザーズX』では『暗黒竜と光の剣』『紋章の謎』』。『大乱闘スマッシュブラザーズ for Nintendo 3DS / Wii U』では『暗黒竜と光の剣』『紋章の謎』『新・紋章の謎』『ファイアーエムブレムシリーズ』。『大乱闘スマッシュブラザーズ SPECIAL』では『ファイアーエムブレム』となっている。
スマブラの設定については下記のリンク参照。
キャラクターコンセプトは「カウンターが当たれば爽快。地上、空中戦共に剣技が流麗な、テクニカル系」ファイターである。
声はOVA版『紋章の謎』と同じく緑川光が担当している。海外版でも緑川の声がそのまま使用されていたが、『SPECIAL』では英語のボイスが収録された。

#### 大乱闘スマッシュブラザーズDX
『DX』では隠しキャラクターの1人として登場する。デザインは『紋章の謎』をベースにリメイクされている。原作終盤の専用武器・神剣ファルシオンを使用して戦う。
『スマブラDX』発売当時のFEシリーズは日本のみでの展開であったため、マルスも日本版のみで登場する予定だったが、マルスのキャラクター性が任天堂のアメリカ法人や海外ユーザーから好評を得たことから、日本国外版の『DX』でも削除されずに登場したという経緯がある。そのため、日本国外版でもマルスは日本語ボイスしか持たない。『初代』公式HP内の「アンケート集計拳!!」で『スマブラ2があるとしたら出てほしいキャラ』 のアンケートを行ったところ、マルスはファイアーエムブレムのキャラクターの中で第1位、投票全体としては第11位の投票を獲得している。同時参戦となったロイは、マルスの仕様をベースにモデルチェンジキャラクターとして作成されている。
声優の選考に関しては、ディレクターの桜井政博が「FEのドラマCDの存在を知らなかった」ことと、「『OVA』で声を担当していた経歴で即採用した」ことに起因する。

#### 大乱闘スマッシュブラザーズX
『X』においても、隠しプレイヤーキャラクターの1人としての登場している。隠しキャラでありながらオープニングムービーに登場しており、公式サイトでも発売から1週間後に紹介された。今作品のマルスの声は「バンク音声」を使用。この理由は、「『DX』で収録された声が完璧だったから、撮り直す必要が無かったため」と桜井政博は述べている。
「桜井政博さんが訊く『ファイアーエムブレム新・暗黒竜と光の剣』」にて、『X』のマルスのデザインが完成した後に『新・暗黒竜と光の剣』のマルスのデザインが変わったことを知ったため、デザインに反映出来なかったと述べている。
上記の声の仕様により緑川光に収録のオファーがかからず、マルスが登場するのか解らなかったため、参戦が決定した時は喜んだと語っている。後述のコラムにて、その状況を記述している。

#### 大乱闘スマッシュブラザーズ for Nintendo 3DS / Wii U
『for』の公式HPにおいて参戦が発表された。これまでは隠しキャラクターであったが、『for』では初期キャラクターとして登場している。デザインは『新・暗黒竜と光の剣』以降の作品の要素を追加しリニューアルされている。
今作は新規FEキャラクター・ルキナのモデルチェンジのベースキャラクターである。当初はマルスのカラーチェンジとして参戦させる予定だったが、剣質の違い、背がやや低いなどで分割となった。
Nintendo DREAMのFE25周年のインタビューにおいて、今作も緑川に収録のオファーがかからず、参戦が決定した時は喜んだと語っている。後述にて今回は声の流用について提言を出した。

#### 大乱闘スマッシュブラザーズ SPECIAL
マーベラスコンビネーションの高速化などワザに調整が入ったほか、ボイスの新録が行われた。また日本語以外の設定向けに、初の英語ボイスが収録された。
『灯火の星』のオープニングムービーでは、マルスは軍隊の指導者らしく、戦いを分析して戦力の見積もりを出すセリフを発している。
アップデート・Ver.12.0.0では、マルスの剣先が強化された。

### Code Name：S.T.E.A.M. リンカーンVSエイリアン
ゲストキャラクターとして参戦。周囲大幅回復技「スターロード」が使用出来る。今作のアートディレクション・2Dイラスト担当であるIS・酒井貴子からは、キャラクターは『Code』にあわせて主人公・ヘンリーと並べて違和感の無い様にデザインした。ラフから着色までの細かい監修をFEのメインスタッフが担当。公式イラスト及びゲームの待機ポーズは過去の公式イラストを起用しているとの事である。

### モンスターハンター ダブルクロス
『モンスターハンター ダブルクロス』では、マルス本人の出演は無いが、マルスをモチーフした武器・ファルシオンと防具・スターロードシリーズが2017年3月21日9時00分から4月23日22時59分まで、コラボコンテンツでセブンイレブンのセブンスポットにて期間限定配信。

### ドラガリアロスト
2019年4月より開始された『ドラガリアロスト』のコラボ企画『FIRE EMBLEM つながる世界』で『ヒーローズ』のレジェンド召喚のキャラクターとして登場。

## amiibo
2014年12月6日に『大乱闘スマッシュブラザーズシリーズ』のamiiboが発売された。以下のゲームと連動している。
大乱闘スマッシュブラザーズ for Nintendo 3DS / Wii U 大乱闘スマッシュブラザーズ SPECIAL
「フィギュアプレイヤー（FP）」として参戦する。
ONE PIECE 超グランドバトル! X
「ブルック×マルス」のコスチューム連動がある。今作のゲームとフィギュアの融合による作成に集英社、東映アニメーション、任天堂の協力を得ているとゲームプロデューサー・中島光司の公言があった。
Code Name: S.T.E.A.M. リンカーンVSエイリアン
ゲストキャラクターとして参戦。
ファイアーエムブレムif
「マイキャッスル」に登場する。
ヨッシー ウールワールド
マルスの全身の色に準じたヨッシーになる。
スーパーマリオメーカー
マリオに変身出来るキャラクターとして登場。
なげなわアクション!ぐるぐる!ちびロボ!
マルスのポーズをした、ちびロボのフィギュアが「ちびシャカポン」の景品に追加。
ファイアーエムブレム Echoes もうひとりの英雄王
マルスを模した「英雄の幻影」が登場する。
ファイアーエムブレム エンゲージ
音楽「ストーリー2各マップの始まり」と服「英雄王の衣装（男性ユニット限定）」が入手できる。

## 担当声優

### ゲーム
- 緑川光
  - 大乱闘スマッシュブラザーズシリーズ[29][30][31][46][33]
  - ファイアーエムブレムif[11]
  - 幻影異聞録♯FE[17]
  - ファイアーエムブレム ヒーローズ
  - ファイアーエムブレム無双[19]
  - ドラガリアロスト[57]
  - ファイアーエムブレム エンゲージ[66]
- ユーリ・ローエンタール（日本国外版音声）[67]
  - Code Name: S.T.E.A.M. リンカーン
  - ファイアーエムブレムif
  - ファイアーエムブレム ヒーローズ
  - ファイアーエムブレム無双
  - ドラガリアロスト
  - 大乱闘スマッシュブラザーズ SPECIAL
  - ファイアーエムブレム エンゲージ
- 小林ゆう
  - ファイアーエムブレム ヒーローズ（幼少期）

### メディアミックス

#### 青年時代
- 太田真一郎
  - ドラマCD『旅立ちの章』
- 中原茂
  - ドラマCD『暗黒竜と光の剣』
- 石田彰
  - ドラマCD『黎明編 / 紫嵐編』
- 緑川光
  - OVA版『紋章の謎』[9][31]
- スパイク・スペンサー[68]
  - OVA『紋章の謎』（海外版）

#### 少年時代
- 佐久間レイ
  - ドラマCD版『暗黒竜と光の剣』
- 折笠愛
  - OVA版『紋章の謎』

## ゲーム以外のメディアにおけるマルス
- 佐野真砂輝&わたなべ京の『ファイアーエムブレム』と箱田真紀の『ファイアーエムブレム 暗黒竜と光の剣』にて、オグマがマルスの剣の師匠という設定になっている。
- 佐野&わたなべ版と『OVA版』では馬に乗れる描写がある。どちらの作品もオリジナルゲームにはない騎乗で戦うシーンがある。
- 佐野&わたなべ版では、ゲーム版の『紋章の謎』で削除された『暗黒竜と光の剣』のマップ「ペラティの火竜」と同じ場所でゲーム同様に入手出来る「ドラゴンキラー[注 9]」を装備しようとしたら、シーダは軽く使用出来るが、マルスは重くて使用出来ないというエピソードがある。これはゲームの設定上、シーダは武器LVの成長が高く、マルスは武器LVの成長が低いことから。この漫画は『暗黒竜と光の剣』からの連載であったが、メインで着ている服装は『紋章の謎』に近いものになっている。数ページのみ村人風の上着に半ズボンを身に着けている私服もある。他の作品には存在しない呼び名「アリティアの王太子」「王太子」と呼ばれていることもある。

- 箱田版では、当時まだ描かれていなかった、暗黒戦争勃発前からタリスへ落ち延びるまでの経緯が描かれている（マルスはコーネリアとともに出陣し、敗北後そのまま騎士団の生き残りと落ち延びた）が、これは後に発表された『アカネイア戦記編』および『新・暗黒竜と光の剣』でのものとは異なっている。他に、マルスの一人称がオリジナルゲームとは違っている。

- 島田ひろかずの『ファイアーエムブレム』では、『紋章の謎』発売前の連載であるので、服装も『暗黒竜と光の剣』に準じている。
- 『OVA版』では動物や人間の殺傷をあまり好まない。そのため、戦う気力がない人に対しては見逃している。タリスに居た時に村人風の服を着ていたが、後述の髪飾りも身に着け、上着が一緒に居たシーダの私服と同じ黄色であった。マルスの姓について公式な設定はないが、『OVA版』の第2巻において、ガルダの長であるベクトという人物に、フルネームであろう「マルス・ローウェル」と名乗っている。
- 篠崎砂美著の小説版『紋章の謎』ではハーディンとの対決の際にアストリアが「グラディウスを持つハーディンと戦うならば」とメリクルソードをマルスに貸すシーンが描かれている。
- しりあがり寿関連は全作品お笑い風である。『公式ガイドブック ファイアーエムブレム』においては「武将列伝」でマルスを描いている。『公式ガイドブック ファイアーエムブレム紋章の謎』の「任天堂未公認 異説アカネイアの歴史」の中においては「アカネイアの美術史1/洞窟の壁画」では「ジョルジュ族[注 10]の男が野性の鼠を狩るのにパルティア使ってマルスにどやされる絵」が壁画風に描かれている。「アカネイアの歴史2/ルネッサンス」では「マルスが死んで悲しむシーダを早速口説くナバールとカシムの絵」がピエタ風に描かれている。
- 双葉社の ファミコン冒険ゲームブック 『ファイアーエムブレム 幻の王国」は、マルスが幻の王国「フェルトニア」を舞台に戦う外伝ストーリーである。
- ほとんどの作品においても、先代の英雄アンリの血の関連した話が様々な形でマルスの周りで表現されている。また、マルスの側にシーダが居る事が多い。

## 緑川光の談話より

### 『OVA』紋章の謎より
1996年頃の『OVA版』のインタビューにて緑川は「アニメ化したら面白いと思いました。成長するマルスは演じがいのある役です。」と述べていた。約20年経過後のFE25周年で、付録、キャラクター特集がマルス繋がりで緑川を呼んでいる。インタビューでは演じた記憶は殆ど無く、ネットでたまに見かけるシーンを見て思い出せなくて悲しいと語っている。この時代の自分の声に対して若くて演技に深みがない上に、当時のゲームはキャラクターの表情や台詞が少ない為、自分の中でクロースアップしたのかマルスは「なよやかな王子」の印象が強いけど、原作ではそうではないと述べていた。

### 『OVA』から『スマブラ』シリーズへ

#### 『X』発売後のコラムにて
『電撃PlayStation 』のコラムにおいて、『X』への出演オファーが無かったことから、新しいFEの主人公の参戦後「FEの新しい主人公の参戦しました。当然の流れだと思います」「今回マルスが削除されたのか？ 」「他のマルスの声優に変更になったのか」と落ち込んでいたという。マルス参戦と声が自分であると知ったのは『X』発売後のインターネット情報で、これを知った緑川は『X』をすぐに購入して、隠しキャラクターのマルスを1番に出してプレイしている。感想は、自身の声に対して「若い」、今作のグラフィックのマルスを「美しい！」と称賛している。今回の声の流用については自身には全く連絡無く、青二プロダクションには来たかもしれない程度であったという。それゆえに、「声の収録があったら呼んで頂けたら良かった」と述べている。

#### 『for』発売後のインタビューより
初出『DX』での収録で意識した事は「『OVA』を意識した上での芝居を求められていたのを感じた為、再現する事に注力した」と語っている。しかしながら、近年のスマブラではアップでの表情が「凛としている」為に、グラフィックが変わってきつつあるなら、声もそれに合わせた感じで演じたいという提言を出した。理由は流用している声が客観的に見ると「一生懸命、芝居をやっていた若輩の緑川さん」と言う印象であり、それを「凛とした」マルスに使われている事に違和感があるので、今のマルスに合わせた芝居をやりたい思いがあると述べている。しかし、どういうゲーム性にするかにもよるが、追加しなくても幅を持たせられるなら良いと思う事も挙げた。マルス参戦については『X』発売後『電撃』のコラムの発言と同様『for』でも自身の参加込みで嬉しかったと語っている。印象に残った、お気に入りの台詞は「皆、見ていてくれ！」である。

### 『FEシリーズ』のマルスについてなど
緑川のマルスの出演作品が『OVA』『スマブラシリーズ』と言う事で、オリジナルのFEのマルスを演じたことが無く本編SLGRPGで活躍するマルスが見たい希望がある。しかし本編ストーリーと言う訳にはいかないのでダウンロードコンテンツで一緒に力になれたら良いと思う事を語っている。『覚醒』登場後、本物のマルスが出れば良いと思っていた事と『覚醒』版のマルスも見たかった気持ちもある上に、更に「異界のマルス」の登場に対しては「本物のマルス」として声を当てたい気持ちもあると示唆する発言もあった。
マルスを忘れ去られては寂しいので、様々なものに参戦して「あっマルスだ！」と盛り上がって欲しい。そうしてくれると携わった者としては嬉しいと述べている。更に長きに渡るマルスファンを存じ上げている事も語っていた。

## その他の話題
- ファイアーエムブレムシリーズの当時のゲームディレクターであった加賀昭三が、『ファイアーエムブレム 聖戦の系譜』に関するインタビューで、環境が整ったらアカネイア大陸編のマルス達の物語をもう1本作りたい気持ちがあると語っている[69]。
- マルスの髪飾り
  - ゲーム中ではこれといった記述はない。佐野&わたなべ版の漫画では髪飾り自体なく、『OVA』版では姉のエリスの髪飾りをお守りとして渡され、箱田版の漫画ではシーダからの贈り物という表記しかされていない。
  - 『紋章の謎』の髪飾りにある宝玉は、公式イラストと『TCG版』では緑、顔グラフィックでは白、『DX』『X』では青、篠崎版と日野慎之助の絵と『OVA版』『Code』では赤と色が一定していない。
  - 『紋章の謎』を起用している『TCG版』、『OVA版』、水縞版の髪飾りはオリジナルゲームの髪飾りとは、形状が異なっている。
  - 『if』では条件付きで「マルスのティアラ」というアイテムが入手出来る[70]。
  - 『ヒーローズ』では、ある女性から貰った物だと、マルス自身が語っている[71]